# جبل وستو
جبل وستو رابع أعلى قمة جبلية بالعالم ارتفاعه نحو 8 ألاف و 516 متر (27,940 قدم)، وستو تعني 'قمة الجنوب' في التبت، وتقع على الحدود بين التبت ومنطقة خومبو من نيبال.